# Blastoyz

Blastoyz, umetniško ime Kobi Nigreker (rojen 1990 ), je izraelski DJ in glasbeni producent, znan po svojem delu v žanru psytrance . Velja za enega glavnih predstavnikov svetovne psytrance scene  .

## Biografija
Kobi Nigreker je odraščal v Izraelu, kjer se je že v mladosti navdušil nad elektronsko glasbo. Kot najstnik je postavil domači glasbeni studio in začel ustvarjati ter izdajati prve samostojne projekte. Po služenju vojaškega roka v Izraelskih obrambnih silah se je povsem posvetil glasbeni poti.

## Kariera
Leta 2013 je Blastoyz izdal svoj debitantski studijski album Something for Your Mind, ki je vzbudil zanimanje znotraj underground trance scene. V nadaljevanju kariere je nastopil na več mednarodnih festivalih, med drugim tudi na Universo Paralello v Braziliji. 
Leta 2016 je Blastoyz razvil izrazitejši psihedelični slog, kar se je odražalo v delih, kot je skladba Parvati Valley, ki je dosegla tretje mesto na lestvici Beatport in zbrala več kot milijon predvajanj. Njegovo umetniško usmeritev so dodatno utrdila sodelovanja z izvajalci, kot so WHITENO1SE, Ranji in Skazi, ki so izšla v okviru skupnih projektov. "Blastoyz + Friends"  .
Leta 2017 je z njim opravil intervju azijski portal EDMLI, kjer je delil svojo pot in vizijo o psytrance.
V letih 2020 in 2021 je bil Blastoyz DJ Mag uvrščen na seznam 100 najboljših DJ-jev na svetu. 
Aprila 2023 je Blastoyz intervjuval spletno mesto "EDM Identity", kjer je spregovoril o svoji poti, glasbenih strasteh in globalni rasti. 
Marca 2024 je sodeloval v intervjuju za portal "EDM House Network", kjer je razkril svoje sodelovanje z Mobyjem in komentiral rast založbe Welvrave. 
Leta 2024 je nastopil na EDC Las Vegas, kjer je bil njegov set zelo hvaljen zaradi svoje energije in izvirnosti. 
Decembra 2024 se je Blastoyz povezal s članoma Infected Mushroom Erezom Eisenom in Amitom Duvdevanijem ter skupaj izdali "Psytrance Mafia" "WELVRAVE". Psytrance Mafia, projekt, ki je izdal dve pesmi - "Boomba" in "Breath underwater"  .
Januarja 2025 je portal When We Dip objavil intervju z Blastoyzom, v katerem je poudaril njegovo pot, umetniški razvoj in vpliv njegovih nastopov na večjih festivalih, kot so Tomorrowland, Universo Paralello in XXXperience. 
Januarja 2025 je bil predstavljen v članku na spletni strani "When We Dip", ki je pokrival njegovo kariero in nastope na festivalih, kot sta Tomorrowland in XXXperience. 
Sodeloval je tudi z izvajalci, kot so Vini Vici, Reality Test in Skazi.

## Mednarodno priznanje
Blastoyz velja za eno glavnih imen psytrance po vsem svetu. Nastopal je na največjih festivalih elektronske glasbe na svetu, vključno z Ultra Music Festival  (ZDA), Tomorrowland ( Belgija ), Boom Festival ( Portugalska ), Universo Paralello, XXXperience in Tribe Festival (Brazilija)  . V letih 2021 in 2022 je bil uvrščen na seznam "Top 100 DJ-jev" revije DJ Mag in zasedel vidna mesta med trance DJ-ji. 

## Glasbeni stil
Blastoyz je znan po mešanju elementov progresivnega transa s psihedeličnimi ritmi in introspektivno melodijo  .

## Diskografija

### Albumi[16]
- Something for your mind (Geomagnetic.TV, 2012)
- We love Rave (Nutek Records, 2015)
- Step Aside (Nutek Records, 2015)
- Parvati Valley (Nutek Records, 2016)
- Step Aside (The Remixes) (Nutek Records, 2019)
- Blastoyz, Reality Test - Kabalah (Nutek Records, 2019)
- Visoka vsebnost kisline (WELVRAVE, 2022)
- Blastoyz X Technical Hitch - Mother North (WELVRAVEs, 2021)

### Sodelovanja
- Blastoyz in Allen Watts - Who's Afraid of 138?! (Vol.3) (Armada Digital, 2019)
- Blastoyz, Reality Test, Part Of The Dream III (Dreamstate Records, 2019)

- Blastoyz, Reality Test - ABCD (2023)
- Blastoyz X Sajanka Ft. Liora Itzhak – indijski duh (2022)
- Skazi & Blastoyz - Heart On The Tree (2020)
- Blastoyz, Vini Vici, Jean Marie - Gaia (2018)